# Olorun
Olorun (latin betűs joruba ábécével írva: Ọlọrun) (ede nyelven: ɔlɔrun) a joruba vallás főistene, vagy legfőbb lénye, az égben lakozó legfőbb uralkodó. Egyéb megnevezései Olodumare (joruba ábécével írva: Olódùmarè), Eledumare és Eleduwa/Eledua. A különböző Afroamerikai vallásokban pedig Olofi Szantería), vagy Oxala (umbanda). 
A joruba vallásban neki tulajdonítják az egész világegyetem és minden élőlény megteremtését. Könyörületes lénynek tartják, aki védelmezi teremtményeit, mindenhatónak, mindentudónak tartják, aki mindenhol jelen van. A hagyományos afrikai vallások többi istenéhez hasonlóan az emberek nem imádják közvetlenül; nincsenek szent helyei, ábrázolásai.
Neki szolgáló kisebb istenek közt ismert Obatalá, aki kinevezte a napistent, Oluva-t (Olúwa, OlúwaṢówjon). Olorun távol lévő isten, nincsenek szentélyei vagy áldozatok, de a hívek imátkoznak hozzá.
Az Ifá irodalmi gyűjteményében Olorunnak nincs neme, és mindig olyan entitásként említik, aki csak szellemi formában létezik. A keresztény hittérítők, mint például Bolaji Idowu, a megtérés ösztönzésére a hagyományos joruba kultúrát a keresztény teológiával összhangban átértelmezték. A Biblia első joruba nyelvű fordítása, amelyet Samuel Ajayi Crowther készített az 1800-as évek végén, ellentmondásos módon átvette a hagyományos joruba neveket, mint például az „Olodumare/Olorun” a keresztény isten, és az „Esu” (Eshu) megnevezést a sátán számára, így Olorunt a férfi nemmel kezdték társítani.
A joruba vallásnak nincs egységes tanítási gyűjteménye, ezért a jorubák és más népek "orisa-alapú vallásai" sokféleképpen értelmezhetik az Olorun fogalmát.
Történelmileg a jorubák Olorunt az orisák közvetítésével imádják; így nincs olyan ábrázolás, szentély vagy áldozat, amelyet közvetlenül Olorun felé mutatnának be, mivel Olorun mindenhol jelen van. Nincs egységes vélekedés arról, hogy Olodumare-t közvetlenül imádják-e, az emberiségtől való távolságtartás miatt, vagy azért, mert hisznek abban, hogy Olorun az élet és a létezés minden megnyilvánulása, és a hívőnek kötelessége hálásnak lenni és szeretetteljesen viseltetni minden élőlény iránt, mivel Olorun maga a mindenség.  Vannak azonban olyanok is, akik közvetlenül Olodumare-t imádják. Olodumare az erkölcsök és a halandóság forrása, és a dolgok ismeretével ajándékoz meg minden embert, amikor megszületik. Olorun mindenható, mindentudó, egyszerre jó és gonosz. Az orisák természetfeletti lények, lehetnek jók (egungun) és rosszak (ajogun), akik az emberi tevékenységet és a természeti erőket képviselik, mindezt egyszerre, és mind összhangban van, mindegyik egyensúlyban van, és mind rendelkezik értékkel.

## Nyugati ideológia
- Olodumare – a teremtés forrásának Istene.
- Olorun – a mennyek ura.

A két isteni lény együttes alakja Orun, vagy Babalú-Ayé, a létezés forrásaként hivatkoznak rá.

## Etimológia
A joruba nyelvben Olorun neve az oní (ami tulajdonjogot vagy uralmat jelöl) és az ọ̀run (ami az Égboltot, a szellemek lakhelyét jelenti) szavak összevonásából származik.
Egy másik neve, Olodumare, az „O ní odù mà rè” kifejezésből származik, melynek jelentése „a teremtés forrásának tulajdonosa, amely nem merül ki”, „vagy a Mindenség Teljessége”.

## A popkultúrában
- Olorun szerepel Paul Simon 1990-es The Rhythm of the Saints című dalában, amely az azonos című albumon található.
- Olorun a 2014-es Smite videójátékban is megjelenik, mint az egyik isten.
- Eledumare említésre kerül Wizkid 2018-as „Soco” című dalában.

## Fordítás
Ez a szócikk részben vagy egészben  a(z)   Ọlọrun című angol Wikipédia-szócikk ezen változatának fordításán alapul.  Az eredeti cikk szerkesztőit annak laptörténete sorolja fel. Ez a jelzés csupán a megfogalmazás eredetét és a szerzői jogokat jelzi, nem szolgál a cikkben szereplő információk forrásmegjelöléseként.